# Фос-ду-Игуасу (аэропорт)
Международный аэропорт Фос-ду-Игуасу (порт. Aeroporto Internacional de Foz do Iguaçu), также известный под названием Международный аэропорт Катаратас (Aeroporto Internacional Cataratas) (Код ИАТА: IGU) — бразильский аэропорт,  обслуживающий  город Фос-ду-Игуасу. 

## История
Фос-ду-Игуасу — город штата Парана, расположенного на границе с Аргентиной и Парагваем. С момента образования города (10 июня 1914 года) торговля и туризм стали его главными доходами. 
Авиакомпании совершают ежедневные региональные и международные рейсы. 
До 2021 года аэропорт управлялся компанией «Инфраэро». 7 апреля 2021 года права управления на 30 лет выиграла транспортная корпорация CCR.   

## Авиалинии и направления
| Авиалинии | Назначения |
| --------- | --- |
| BQB       | Монтевидео. |
| GOL       | Куритиба, Рио-де-Жанейро (Рио-де-Жанейро/Галеан), Сан-Паулу (Гуарульос), Манаус, Бразилиа, Сан-Паулу (Конгоньяс). |
| Lan Perú  | Лима (с января 2011 года).                                                                                        |
| PLUNA     | Монтевидео, Сантьяго.                                                                                             |
| TAM       | Куритиба, Рио-де-Жанейро (Рио-де-Жанейро/Галеан), Сан-Паулу (Гуарульос), Белен, Масейо, Салвадор.                 |
| TRIP      | Лондрина, Порту-Алегри, Куяба, Маринга, Кампу-Гранди.                                                             |
| Webjet    | Порту-Алегри, Бразилиа, Белу-Оризонти и Куритиба.                                                                 |

## Общественный транспорт
До аэропорта возможно добраться по Шоссе Катаратас (Rodovia das Cataratas), сам аэропорт расположен в 13 км от центра города, в 12 км от Водопадов Игуасу, в 10 км от моста Танкреду Невес (Аргентина), в 19 км от Моста Дружбы (Парагвай), в 30 км от гидроэлектростанции Итайпу.